# Start-Up
Start-Up (hangul: 스타트업; RR: Seutateueop) är en sydkoreansk TV-serie. Den sändes på tvN från 17 oktober till 6 december 2020. Bae Suzy, Nam Joo-hyuk, Kim Seon-ho och Kang Han-na spelar i huvudrollerna.

## Handling
Serien spelas i Sydkoreas fiktiva Silicon Valley, kallad Sandbox, och berättar historien om människor i startföretagens värld.

## Rollista (i urval)
- Bae Suzy som Seo Dal-mi
- Nam Joo-hyuk som Nam Do-san
- Kim Seon-ho som Han Ji-pyeong
- Kang Han-na som Won In-jae/Seo-In jae